# Shanghai Masters (snooker)
O torneio Shanghai Masters, também conhecido como World Snooker Roewe Shanghai Masters por motivos de patrocínio desportivo, é um torneio de snooker profissional, que conta para os rankings mundiais de snooker.
O evento foi introduzido na época 2007/08 e é o segundo a ser realizado na República Popular da China como resultado da crescente popularidade nesse país. Tal como o China Open, uma ronda extra de wildcard foi incluída antes da primeira ronda propriamente dita, dando oportunidade de participação a oito jogadores.
O torneio é disputado no Shanghai Grand Stage, em Xangai, no mês de setembro, e é o primeiro evento a contar para o ranking em cada época.

## Winners
| Ano                            | Vencedor                   | Finalista                  | Pontuação                  | Época                      |
| Shanghai Masters (ranking)     | Shanghai Masters (ranking) | Shanghai Masters (ranking) | Shanghai Masters (ranking) | Shanghai Masters (ranking) |
| ------------------------------ | -------------------------- | -------------------------- | -------------------------- | -------------------------- |
| 2007                           | Dominic Dale               | Ryan Day                   | 10–6                       | 2007/08                    |
| 2008                           | Ricky Walden               | Ronnie O'Sullivan          | 10–8                       | 2008/09                    |
| 2009                           | Ronnie O'Sullivan          | Liang Wenbo                | 10–5                       | 2009/10                    |
| 2010                           | Ali Carter                 | Jamie Burnett              | 10–7                       | 2010/11                    |
| 2011                           | Mark Selby                 | Mark Williams              | 10–9                       | 2011/12                    |
| 2012                           | John Higgins               | Judd Trump                 | 10–9                       | 2012/13                    |
| 2013                           | Ding Junhui                | Xiao Guodong               | 10–6                       | 2013/14                    |
| 2014                           | Stuart Bingham             | Mark Allen                 | 10–3                       | 2014/15                    |
| 2015                           | Kyren Wilson               | Judd Trump                 | 10–9                       | 2015/16                    |
| 2016                           | Ding Junhui                | Mark Selby                 | 10–6                       | 2016/17                    |
| 2017                           | Ronnie O'Sullivan          | Judd Trump                 | 10–3                       | 2017/18                    |
| Shanghai Masters (non-ranking) |                            |                            |                            |                            |
| 2018                           | Ronnie O'Sullivan          | Barry Hawkins              | 11–9                       | 2018/19                    |